# Unai Elorriaga López de Letona
Unai Elorriaga López de Letona (Bilbao, 14 de febrero de 1973) es un escritor español en euskera. Ha publicado hasta el momento siete novelas, una obra de teatro, cuatro obras infantiles, una novela gráfica y varias traducciones.

## Biografía
Su primera obra fue el libro de texto Literatur ideia batzuk, editada por Labayru en 2001. Ese mismo año publicó su ópera prima escrita en euskera, SPrako tranbia (Un tranvía en SP) por medio de la editorial vasca Elkar, que le granjeó fama y prestigio como escritor, especialmente después de que dicha obra fuera galardonada con el Premio Nacional de Narrativa de España de 2002, convirtiéndose Unai Elorriaga en el segundo escritor en euskera en obtener dicho premio, después de Bernardo Atxaga en 1989. Ese galardón dio a conocer a Elorriaga y desde entonces ha publicado en varios idiomas. El éxito obtenido permitió a Unai dedicarse a la escritura de forma profesional hasta que logró plaza de profesor en 2016.
Dos años más tarde, en 2003, publicó El pelo de Van't Hoff (Van't Hoffen ilea) gracias a la beca Igartza que ofrecen la editorial Elkar y el Ayuntamiento de Beasáin. Vredaman fue el siguiente en 2005 y está compuesto por cuatro relatos, uno de los cuales adaptó el propio Elorriaga como cuento infantil con el título Las orejas de los saltamontes (Matxinsaltoen belarriak) en 2006. Vredaman fue galardonado en 2010 con el NEA International Literary Award, concedido por el gobierno de los Estados Unidos, traducido como Plants don't drink cofee.
Londres es de cartón (Londres kartoizkoa da), su cuarta novela, es el resultado de cuatro años de trabajo, editado en 2009, que tiene como tema principal las características y complejidades de las dictaduras.
En 2015 ganó el Premio Nacional de la Crítica por su novela Iazko hezurrak (Mapas y perros) en castellano, publicada en 2024 en castellano por la editorial Plasson and Bartleboom, y fue finalista, de nuevo, del Premio Nacional de Narrativa de España y del Premio de Literatura Euskadi. En 2016 fue finalista del Premio de Literatura Euskadi por su libro infantil 107 kiwi.
En 2019 apareció Iturria, que volvió a ganar el  Premio Nacional de la Crítica; en castellano se publicó como Nosotros no ahorcamos a nadie, en la editorial Galaxia Gutenberg en 2023. 
Su última novela hasta el momento es Francesco Pasqualeren bosgarren arima, publicada en 2024.  Está previsto que se publique en castellano en otoño de 2025 con la editorial Galaxia Gutenberg y el nombre de Sobre las cinco almas de Francesco Pasquale. 
El propio Elorriaga es el traductor de sus obras al castellano. Sus novelas han sido traducidas a múltiples idiomas: italiano, inglés, gallego, alemán, catalán, serbio, ruso y estonio entre otros.
Es colaborador en prensa escrita (El País, Deia, Euskaldunon Egunkaria, Berria...) y ha sido profesor y ponente en universidades de todo el mundo: Oxford, Georgetown, Universidad del País Vasco, Universidad de Dublín, Universidad de Aberdeen, y École Normale Supérieure de Lyon.

### Novelas
- Un tranvía en SP (SPrako tranbia, Elkar, 2001) Alfaguara, 2003. En italiano Un tram a sp, Gran via. En alemán Lucas oder Der Himmel über Nepal, Schöffling. En serbio Tramvaj za S.P., Samizdat B92. En estonio Tramm Šiša Pangmale, Loomingu Raamatukogu.
- El pelo de Van't Hoff (Van't Hoffen ilea, Elkar, 2003). Alfaguara, 2004. En gallego O pelo de Van't Hoff, Galaxia.
- Vredaman (Vredaman, Elkar, 2005) Alfaguara, 2006. En italiano Le piante per esempio non bevono caffelatte, Gran via. En inglés Plants don't drink coffee, Archipelago books.
- Londres es de cartón (Londres kartoizkoa da, Elkar, 2009) Alfaguara, 2010.
- Iazko hezurrak, Susa (2014). Mapas y perros, Plasson e Bartleboom (2024).
- Iturria, Susa (2019). En castellano Nosotros no ahorcamos a nadie Galaxia Gutenberg (2023).
- Francesco Pasqualeren bosgarren arima, Susa (2024). Proximamente en castellano, Sobre las cinco almas de Francesco Pasquale Galaxia Gutenberg (otoño del 2025).

### Teatro
- Doministiku egin dute arrainek / Y los peces estornudaron, Letranómada (2008). Publicada en Argentina.

### Infantil
- Las orejas de los saltamontes (Matxinsaltoen belarriak, Elkar, 2006). Alfaguara, 2013.
- Zizili, Elkar (2012).
- 107 kiwi, Elkar (2015).
- Erraldoiek ez dute lagunik jaten, Begiko (2018).

### Didáctica
- Literatur ideia batzuk, Labayru (2001).

### Traducciones
- Nogueira doktorearen laborategia. Traducción al euskera del libro de Agustín Fernández Paz O laboratorio do doutor Nogueira. Elkar (2000).
- Etorkizunik ez. Traducción al euskera del trabajo de Marilar Aleixandre. Elkar (2001).
- Artzapezpikuaren bisita. Traducción al euskera del libro de Ádám Bodor Az érsek látogatása. Elkar (2011).

### Cómic
- Jarraitu inurriari, Harriet (2021). En castellano Sigue a la hormiga, Harriet (2021), con el dibujante Alex Orbe.

## Filmografía
Su novela Un tranvía en SP fue llevada al cine en 2008 por el director Aitzol Aramaio con el título Un poco de chocolate.